# Erechthias ancistrosema
Erechthias ancistrosema är en fjärilsart som beskrevs av Turner 1939. Erechthias ancistrosema ingår i släktet Erechthias och familjen äkta malar. Inga underarter finns listade i Catalogue of Life.